# Alpes calizos del Tirol septentrional
Los Alpes calizos del Tirol septentrional (en alemán Nordtiroler Kalkalpen) son una sección del gran sector Alpes del noreste, según la clasificación SOIUSA. Su pico más alto es el Parseierspitze, con 3.040 m s. n. m.
Se encuentran en Austria (Vorarlberg y Tirol) y Alemania (Baviera).

## Referencias

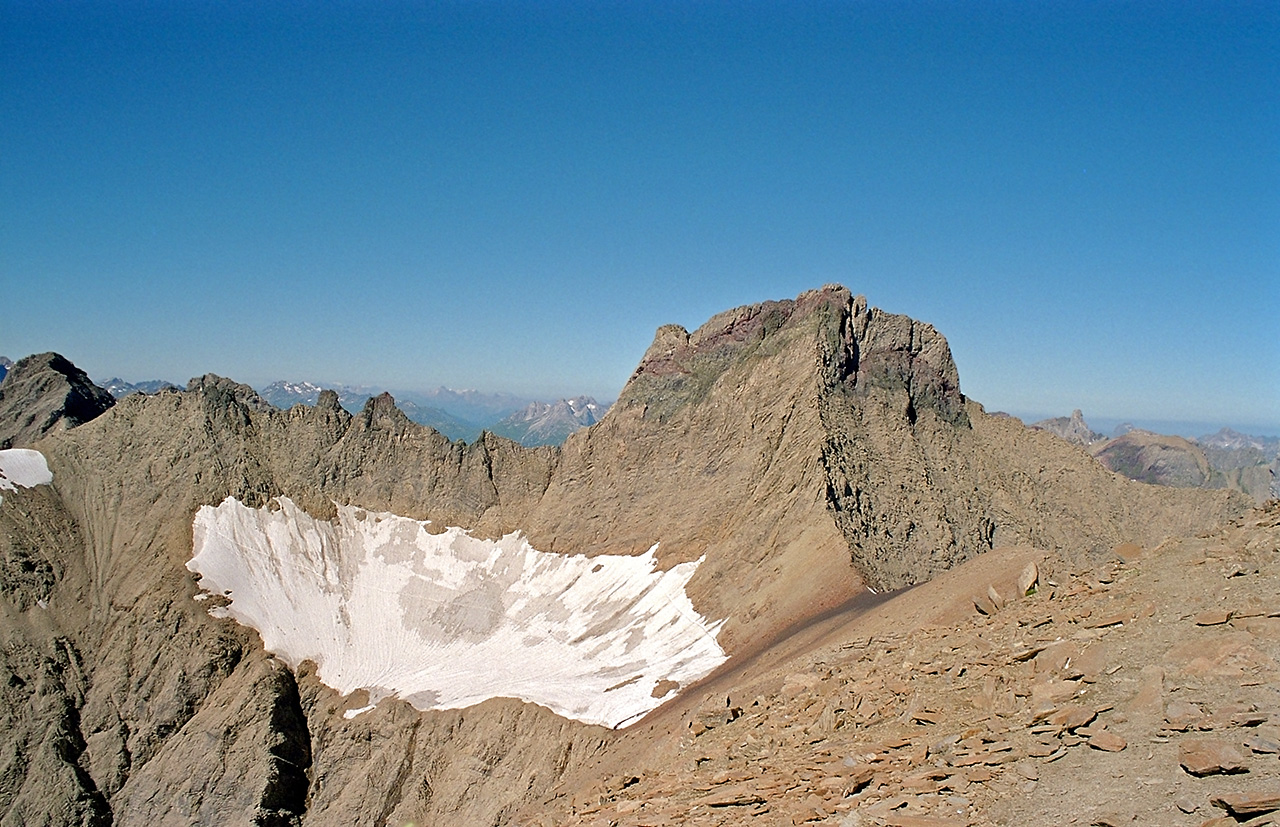
El Parseierspitze, cima principal del macizo.